# Plautii
La gens Plautia, parfois écrite Plotia, était une famille plébéienne de la Rome antique. Les membres de cette gens apparaissent pour la première fois dans l'histoire au milieu du IVe siècle av. J.-C., lorsque Gaius Plautius Proculus obtint le consulat peu après que cette magistrature fut ouverte à l'ordre plébéien par les lois Licinio-Sextienne. On entend peu parler des Plautii depuis la période des guerres samnites jusqu'à la fin du IIe siècle av. J.-C., mais depuis lors jusqu'à l'époque impériale, ils occupèrent régulièrement le consulat et d'autres fonctions importantes. Au Ier siècle, l'empereur Claude, accorda le statut de patricien à une branche des Plautii.

## Origine
Les Plautii de la République prétendaient descendre de Leucon, fils de Neptune et de Thémisto, fille d'Hypsée, roi des Lapithes. Les monnaies frappées par Publius Plautius Hypsaeus représentent Neptune et Leucon.
Le nomen Plautius est dérivé du nom de famille latin commun Plautus, aux pieds plats. Chase classe le nomen parmi ceux qui étaient soit originaires de Rome, soit qui s'y sont produits et dont on ne peut pas démontrer qu'ils sont originaires d'ailleurs. Cependant, d'autres chercheurs ont suggéré qu'ils pourraient provenir de Privernum, une ville du sud du Latium.

## Praenomen
Les premiers Plautii utilisaient principalement les praenomen Lucius et Gaius, et occasionnellement Publius et Marcus . Les derniers Plautii employèrent différents noms, principalement Aulus, Quintus, Marcus et Tiberius.

## Branches et cognomen
La seule famille distincte des Plautii au cours de la République portait le cognomen Venno ou Venox, un chasseur. Frontinus décrit une histoire dans laquelle Gaius Plautius, censeur en -312, obtint le cognomen Venox en découvrant les sources qui alimentaient l'Aqua Appia, le premier aqueduc de Rome. Cependant, Venno apparaît avant cela et apparaît plus souvent dans le fasti . Le premier de cette famille à obtenir le consulat portait le cognomen Hypsaeus, orthographié plus tard Ypsaeus sur les pièces de monnaie, qui était évidemment un cognomen personnel, car il n'apparaît plus avant plus d'un siècle, lorsque ce nom remplace l'ancien Venno.
Proculus, qui apparaît comme le cognomen du premier Plautius à obtenir le consulat, semble également avoir été un cognomen personnel ; on ne sait pas si ce Plautius faisait partie de la même famille que les Vennones. Proculus était un vieux praenomen, que les historiens romains supposaient avoir été donné à un enfant né lorsque son père était loin de la maison, bien que morphologiquement il semble être un diminutif de Proca, un nom apparaissant dans la mythologie romaine comme l'un des rois d'Albe la Longue.
Plus tard, les Plautii furent apparentés à la famille impériale au cours du premier siècle. Cette branche apparaît pour la première fois dans les dernières années de la République et prospéra jusqu'à l'époque de Néron. Ils portaient souvent le praenomen Aulus. De nombreux membres portaient également le cognomen Silvanus, faisant à l'origine référence à celui qui habite dans la forêt. Les Titii Plautii de la fin du IIe siècle descendaient de cette famille par voie féminines, mais descendaient apparemment des Titii dans la lignée masculine et utilisaient Plautius en raison de sa plus grande dignité.
Certains Plautii ne portaient aucun cognomen ; ceux-ci semblent avoir utilisé l'orthographe alternative, Plotius, plus que les autres.

## Membres sous la République
- Publius Plautius, (v.-450 - ?)[10];
  - Publius Plautius, (v.-425 - ?);
    - Caius Plautius Proculus, (v.-400 - ap.-358), consul en -358, vainquit les Herniques et fut honoré d'un triomphe. En 356, il fut magister equitum de Gaius Marcius Rutilus, le premier dictateur plébéien[11],[10].
      - ? Caius Plautius Decianus, (v.-370 - ap.-329), consul en -329, entreprit la guerre contre Privernum et s'empara de la ville, pour laquelle il reçut un triomphe[12],[13],[10],[14],[15].

### Plautii VennonesetHypsaei
- (Plautius), (v.-450 - ?)
  - Lucius Plautius, (v.-420 - ?);
    - Lucius Plautius, (v.-390 - ?) [10]
      - Lucius Plautius Venno, (v.-370 - ?), consul en -330, combattit les Privernates et les Fundani[16],[17],[10].
        - Lucius Plautius Venno, consul en -318, reçut les otages envoyés par Teate et Canusium, deux villes des Pouilles[18],[19],[10].

  - ? Caius Plautius, (v.-415 - ?)
    - ? Gaius Plautius Venno Hypsaeus, (v.-390 - ap.-341), consul en -347 et en -341. Au cours de la dernière année, il vainquit les Privernates et força le retrait des Volsques, dont il pilla les terres[20],[10].
      - Gaius Plautius Venox, (v.-360 - ap.-312), censeur en -312, avec Appius Claudius Caecus. À l'expiration du mandat traditionnel de dix-huit mois, Plautius a démissionné de ses fonctions, mais Claudius a refusé de faire de même, restant en fonction comme seul censeur pour l'ancien mandat de cinq ans[21],[7],[10].
- Lucius Plautius Hypsaeus, (v.-225 - ap.-188), préteur d'Hispanie Citerior en -189 [22];
  - ? Lucius Plautius Hypsaeus, triumvir monetaire vers -194/90, probablement le fils de Lucius Plautius Hypsaeus, préteur en -189[23].
    - ? Gaius Plautius Hypsaeus, (v.-182 - ap.-146), préteur d'Hispanie Ulterior en -146. Il fut sévèrement vaincu à deux reprises par Viriathe et contraint à l'exil après son retour à Rome[24],[25],[26].
      - Gaius Plautius Hypsaeus, (v.-145 - ap.-121), triumvir monetaire en -121. Ses monnaies portent l'inscription Pluti, seul exemple de cette orthographe[27].

    - ? Lucius Plautius Hypsaeus, (v.-175 - ap.v.-138), préteur en Sicile pendant la première guerre servile, fut vaincu par les esclaves. Broughton place provisoirement sa préture en -139[28],[29],[30].
    - Marcus Plautius Hypsaeus, (v.-165 - ap.-125), consul en -125, fut nommé pour redistribuer les portions de l'ager publicus illégalement occupées. Cicéron critique la compréhension de Plautius de la loi[31],[32],[33],[34],[10].
      - Marcus Plautius Hypsaeus, préteur ou propréteur en Asie avant -90, et peut-être légat sous Sylla. Il pourrait s'agir du même Plautius qui s'est suicidé à son retour d'Asie, pour ensuite apprendre la mort de sa femme, Orestilla[35],[36].
      - Publius Plautius, (v.-125 - ?)
        - Publius Plautius Hypsaeus, (v.-95 - ap.-44), allié de Cnaeus Pompeius, sous lequel il avait servi comme questeur, candidat au consulat en -54[37],[38],[39],[40],[41],[42],[43],[44],[45],
        - ? Lucius Plautius;
          - Lucius Plautius Plancus, (v.-75 - ap.-43), fils adoptif du précédent, préteur en -43;

### Plautii Silvani
- (Plautius), (v.-150 - ?)
  - Aulus Plautius, (v.-120 - ap.-87), légat en -90;
    - ? (Aulus?) Plautius, (v.-98 - ap.-62), tribun de la plèbe en -70, légat en Sicile
    - ? Aulus Plautius, (v.-84 - ap.-48), tribun de le plèbe en -56, curule aedile en -55, préteur urbain en -51, propréteur de Bithinie Pont;
      - Aulus Plautius, (v.-65/0 - ?), proconsul de Chypre vers -22/1.
        - Aulus Plautius, (v.-40 - ap.-1), consul suffect en -1[46].
          - Plautia, (v.-10 - ?), épouse Publius Petronius.
          - Aulus Plautius, (v.-5 - ap.57), consul suffect en 29[47],
          - Quintus Plautius, (v.1 - ap.36), consul en 36.
            - Plautia, (v.25 - ?), épouse de Lucius Antistius Vetus,
            - ? (Aulus) Plautius Lateranus, (v.25 - 4/65), consul désigner en 65.

          - ? Plautia, épouse de Titus Flavius Sabinus

      - Marcus Plautius Silvanus, (v.-60 - ?);
        - Marcus Plautius Silvanus, (v.-35 - ap.2), consul en 2[46],[48].
          - Marcus Plautius Silvanus, (v.-7 - 24), préteur en 24;
            - Tiberius Plautius Silvanus Aelianus, (v.11 - ap.74), consul suffect en 45 et en 74[47].
              - Lucius Aelius Lamia Plautius Aelianus, (v.45 - 81/96), consul suffect en 80[49],
                - (Plautia), (v.65/70 - ?), épouse de Lucius Fundanius;
                - Plautia, (v.80 - ap.120), épouse de Lucius Ceionius Commodus, puis de Vettulenus Civiva, puis de Avidius Nigninus;

              - ? Plautia, cité par Juvénal comme issue des Aelii et des Plautii;

          - Plautia Urgulanilla, (v.-5 - ap.24), épouse de Claude[50].
          - Aulus Plautius Urgulanius, (v.-4/2 - v.6/8);
          - Publius Plautius Pulcher, (v.6 - ap.47/8), questeur en 31, proconsul de Sicile[50],
            - ? Aulus Plautius, (v.35 - 60/5), mis à mort par Néron;
              - Plautia Quinctilia, (v.60/5 - ?), épouse de Publius Helvidius Priscus [51]

  - Marcus Plautius Silvanus, (v.-117 - ap.-88), tribun de la plèbe en -89[50].

### Autres
- Publius Plautius Rufus
- Novius Plautius, un métallurgiste qualifié, qui vécut probablement vers le milieu du troisième siècle av. J.-C. Beaucoup de ses cercueils ont été retrouvés à Préneste[52],[53].
- Plautius, poète comique. Selon Varro, il était fréquemment confondu avec Plaute, à qui ses comédies étaient attribuées par erreur[54].
- Lucius Plotius Gallus, venu à Rome de la Gaule cisalpine vers -88, pour fonder la première école de latin et de rhétorique. Il a eu une grande influence sur le développement de la rhétorique romaine et a rédigé des arguments pour certains des principaux défenseurs de son époque. Il était très apprécié du jeune Cicéron[55],[56]. [6 [57],[58],[59],[60]
- Marcus Plotius, l'un des envoyés de César auprès du proconsul Lucius Cornelius Lentulus Crus en 48 av. J.-C., qui le pressa de quitter Pompée, mais en vain[61].
- Lucius Plautius Plancus, né Gaius Munatius Plancus, mais adopté par l'un des Plautii. Il était le frère de Lucius Munatius Plancus, consul en 42, de Titus Munatius Plancus Bursa, partisan de Marcus Antonius, et de Gnaeus Munatius Plancus, préteur en 43. Plautius fut proscrit par les triumvirs et se livra pour préserver la vie de ses esclaves, qui étaient torturés pour révéler sa cachette[62],[63],[64],[65],[66],[67],[68].

## Membres sous l'Empire

### Plautii deLeptis Magna
- Lucius Plautius Octavianus, (v.85/90 - ap.v.150), notable de Lepcis;
  - ? (Plautia Octavilla), (v.105/10 - ?), épouse de (Fulvius Pius);
  - ? Tiberius Plautius Lupus, (v.110 - ?), Duumvir de Lepcis;
  - Quintus Plautius Haterianus, (v.110 - ?), notable de Lepcis, tribun de la legio II (...);
  - ? (Plautia), (v.115 - ?), épouse de Lucius Silius[69];

### Autres
- Plotius Numida, combattit dans les guerres cantabriques. Son retour sain et sauf en Italie fut célébré par son ami, le poète Horace, dans l'une de ses odes[70].
- Gaius Plautius Rufus, triumvir monétaire sous Auguste. Il se peut qu'il s'agisse de la même personne que le conspirateur[71].
- Plotius Tucca, ami des poètes Horace et Virgile. Virgile le nomma l'un de ses héritiers, à qui il confia ses écrits inachevés, dont le manuscrit de l'Énéide[72],[73],[74].
- Plautius Rufus, l'un de ceux qui ont conspiré contre Auguste. Il est peut-être le même que Gaius Plotius Rufus[75].
- Plotius Firmus, l'un des alliés d'Othon, qui a connu des débuts modestes pour devenir préfet du prétoire. Il a réussi à réprimer une mutinerie grâce à une combinaison de charisme personnel et de pots-de-vin, et a encouragé l'empereur à être courageux et à faire confiance à son armée[76].
- Plotius Griphus, l'un des partisans de Vespasien, fut nommé préteur en 70 [77]
- Plautius, un juriste remarquable, qui doit avoir vécu à l'époque de Vespasien[78],[79],[80],[81].
- Plautius Quintillus, consul en 159, épousa Ceionia Fabia, la sœur de Lucius Verus.
- Lucius Titius Plautius Aquilinus, consul en 162.
- Marcus Peducaeus Plautius Quintillus, consul en 177, avec son beau-frère Commode. Il était un augure et l'un des conseillers de confiance de Commode, mais il échappa à la colère de ses successeurs jusqu'en 205, lorsque Septime Sévère ordonna sa mort.
- Plautius M. f. Quintillus, fils de Marcus Peducaeus Plautius Quintillus et neveu de Commode.
- Plautia Servilia, fille de Quintillus et nièce de Commode.
- Marius Plotius Sacerdos, grammairien latin tardif, appartenant probablement au Ve ou VIe siècle, et auteur de De Metris Liber, à l'origine la troisième partie d'un traité de grammaire[82].

## Voir également
- Liste des gens romaines